# ۱۸۵۸
۱۸۵۸ (میلادی) هزار و هشتصد و پنجاه و هشتمین سال تقویم میلادی است.

## رویدادها
- ۱۸۵۸ - (روز ۸ ماه هشت، پنجمین سال دوره آنسی) - امپراتور کومی فرمان مخفی امپراتوری بوگو به قلمرو میتو را صادر کرد.[۱]

## زادگان
- ۲۳ مارس – لودویگ کویده، تاریخ‌نگار و سیاست‌مدار آلمانی (د. ۱۹۴۱)
- ۱۶ سپتامبر – اندرو بونار لاو، سیاست‌مدار بریتانیایی (د. ۱۹۲۳)
- ۲۰ نوامبر – سلما لاگرلوف، نویسنده سوئدی (د. ۱۹۴۰)
- ۳۰ نوامبر – جاگادیش چاندرا بوز، فیزیک‌دان هندی (د. ۱۹۳۷)
- ۲۲ دسامبر – جاکومو پوچینی، آهنگساز ایتالیایی (د. ۱۹۲۴)
- ۵ اوت -- عمر مختار ،معلم قران و مبارز لیبی
- ۱۵ اوت – ادیت نسبیت، نویسنده بریتانیایی (د. ۱۹۲۴)
- ۲۷ اوت – جوزپه پینو، ریاضی‌دان و فیلسوف ایتالیایی (د. ۱۹۳۲)
- ۱۲ اکتبر – جان سالیوان، بوکسور آمریکایی (د. ۱۹۱۸)

## درگذشتگان
- ۷ آوریل – آنتون دیابلی، آهنگساز و پیانیست اتریشی (ز. ۱۷۸۱)
- ۴ مارس – متیو سی. پری، افسر آمریکایی (ز. ۱۷۹۴)